# Gerhard Sabathil
Gerhard Ernst Ottomar Sabathil (* 11. Februar 1954 in Pforzheim) ist ein deutsch-ungarischer ehemaliger EU-Diplomat.
Sabathil studierte Wirtschaftswissenschaften und Geschichte an der Ludwig-Maximilians-Universität München. Dort wurde er 1981 zum Dr. rer. pol. promoviert. Sein beruflicher Einstieg erfolgte 1982 beim Deutschen Industrie- und Handelskammertag. Die Karriere bei der Europäischen Union begann 1984 in der Generaldirektion Wettbewerb. Es folgten Verwendungen im Kabinett des Vizepräsidenten Karl-Heinz Narjes, als Büroleiter des Leiters der Generaldirektion Haushalt, Geschäftsträger der Vertretung der EU in Prag und Bratislava und Referatsleiter für den Westlichen Balkan in Brüssel. Von 2000 bis 2004 war Sabathil EU-Botschafter in Norwegen und Island, von 2004 bis 2008 Leiter der Vertretung der EU-Kommission in Deutschland. Anschließend war er bis 2015 Direktor in der EU-Kommission und im Europäischen Auswärtigen Dienst in Brüssel, zuletzt für Ostasien und den Pazifik. Seine abschließende Verwendung führte ihn als EU-Botschafter nach Seoul.
Von 2017 bis 2020 war Sabathil Geschäftsführer der EUTOP Berlin GmbH und seit Oktober 2019 auch der EUTOP Brussels SPRL.
2020 ermittelte der Generalbundesanwalt gegen Sabathil wegen Verdachts der „geheimdienstlichen Agententätigkeit“. Sabathil sei ein „Informant, Hinweisgeber und Anwerber“ des chinesischen Auslandsgeheimdienstes. Zuvor war ihm im September 2016 die Sicherheitsfreigabe, ohne die keine Einsicht in eingestufte Dokumente möglich ist, entzogen worden und seit August 2018 wurde er vom Verfassungsschutz abgehört.
Im November 2020 wurde das Ermittlungsverfahren eingestellt. Laut Presseberichten hat die Bundesanwaltschaft die Ermittlungsarbeit des Verfassungsschutzes kritisiert und zudem Zweifel an der Glaubwürdigkeit eines Hinweisgebers. Laut Verdachtsanzeige war die Untersuchung aufgrund von Hinweisen von US-amerikanischen Geheimdiensten eingeleitet worden, um die diplomatischen Beziehungen zwischen der EU, Deutschland und China zu schädigen.